# Año Internacional del Saneamiento
2008 fue proclamado Año Internacional del Saneamiento por la Asamblea General de las Naciones Unidas mediante la resolución 61/192, aprobada el 20 de diciembre de 2006. La iniciativa surgió como parte del compromiso global para abordar la crisis de saneamiento, reconociendo su estrecha relación con la salud pública, el desarrollo sostenible y la reducción de la pobreza. La ONU enfatizó la importancia de mejorar el acceso a servicios básicos de saneamiento y destacó la necesidad de reducir, para 2015, la proporción de la población mundial sin acceso a estos servicios esenciales, en consonancia con los Objetivos de Desarrollo del Milenio (ODM).
La designación se enmarcó dentro del Decenio Internacional para la Acción "El agua, fuente de vida" (2005-2015) y subrayó la importancia de abordar conjuntamente el acceso al agua potable y los sistemas de saneamiento. La resolución asignó al Departamento de Asuntos Económicos y Sociales de la ONU la responsabilidad de coordinar las actividades y desarrollar propuestas para su implementación en todos los niveles.

## Actividades y alcance
Durante este año, se llevó a cabo un amplio esfuerzo de sensibilización y acción, dirigido a aumentar el reconocimiento del saneamiento como un derecho fundamental y un elemento clave del desarrollo. La campaña promovió el establecimiento de políticas eficaces y estrategias nacionales para mejorar el acceso a sistemas de saneamiento adecuados, especialmente en comunidades con mayores carencias.
Uno de los objetivos principales fue fomentar la movilización de recursos para garantizar que los países en desarrollo pudieran implementar infraestructuras sanitarias sostenibles. Para ello, se incentivó la participación activa de los gobiernos, organismos internacionales, el sector privado y la sociedad civil en la promoción de proyectos innovadores y sostenibles. Se instó a los Estados miembros a integrar el saneamiento en sus planes nacionales de desarrollo y a incrementar la financiación para proyectos destinados a mejorar el acceso a instalaciones sanitarias seguras y dignas.
Además, el año sirvió como plataforma para compartir conocimientos y buenas prácticas en materia de saneamiento, facilitando el intercambio de experiencias entre diferentes países y regiones. Se impulsaron tecnologías accesibles y adaptadas a las condiciones locales, especialmente en zonas rurales y barrios marginales urbanos, donde el acceso a estos servicios es más limitado.
El Plan de Acción de Hashimoto, desarrollado por la Junta Asesora sobre Agua y Saneamiento, tuvo un papel central en la identificación de estrategias concretas para acelerar la mejora del acceso al saneamiento. Se promovieron enfoques innovadores que permitieran alcanzar soluciones asequibles y sostenibles, destacando la necesidad de fortalecer la cooperación internacional y la inversión en infraestructuras adecuadas.
A lo largo del año, se organizaron foros, conferencias y campañas de comunicación para visibilizar la crisis del saneamiento y su impacto en la salud y el bienestar de millones de personas. Estas iniciativas contribuyeron a fortalecer el compromiso global con la mejora del saneamiento, sentando las bases para acciones futuras dentro del marco de los Objetivos de Desarrollo Sostenible (ODS).